# Elecciones generales de Quebec de 1994
Las elecciones generales quebequesas de 1994 se celebraron  el 12 de septembre de 1994 con el fin de elegir a los diputados de la trigésima quinta legislatura de la Asamblea Nacional de Quebec. Se trató de la trigésima quinta elección general en esta provincia desde la creación de la confederación canadiense en 1867. El Parti québécois (PQ), dirigido por Jacques Parizeau, ganó las elecciones y formó un gobierno mayoritario, relegando a la oposición al ejecutivo saliente del Partido Liberal de Quebec (PLQ), dirigido por Daniel Johnson (hijo), jefe del PLQ desde enero de 1994. El PLQ estaba en el poder desde la elección de 1985.

## Contexto
Desde el fracaso del Acuerdo del Lago Meech en 1990 y del referéndum sobre el acuerdo de Charlottetown en 1992, el movimiento soberanista iba viento en popa. Ante el rechazo del Canadá inglés de reconocer constitucionalmente el estatus de sociedad diferente que reclamaba, el Parti québécois aumentó sus efectivos y su jefe, Jacques Parizeau, economista respetado, afirmó claramente que su partido activaría un referéndum sobre la soberanía si llegaba al poder. Durante las elecciones federales canadienses de 1993, que se habían desarrollado algunos meses antes, cerca de la mitad de los quebequeses (49,3%) habían votado para Lucien Bouchard y su nuevo partido soberanista, el Bloc québécois. 54 diputados habían sido elegido en la Cámara de los Comunes de Canadá, formando así la oposición oficial en la cámara, lo que no tenía precedentes en el país.
Estas estadísticas eran buenas para los soberanistas y ellos pensaban que era posible la victoria del Partido Quebequés. El Partido Liberal de Quebec, bajo la dirección del primer ministro Robert Bourassa, está en el poder desde dos mandatos, o sea desde 1985. Bourassa anuncia su dimisión el 14 de septiembre de 1993. El 14 de diciembre, Daniel Johnson (hijo) lo reemplazó como presidente del Partido Liberal. El 11 de enero de 1994, la Asamblea Nacional lo eligió como primer ministro.
Otro partido también estuvo presente en estas elecciones: la Acción Democrática de Quebec. El partido había sido oficialmente fundado el 18 de enero de 1994 por Jean Allaire y otros militantes disidentes del Partido liberal que habían abandonado el partido después del rechazo del el PLQ al Informe Allaire que reclamaba la repatriación de varias competencias constitucionales. Allaire dirigió el nuevo partido pero dimitió después de unos meses por razones de salud. Lo reemplazó Mario Dumont, antiguo jefe del ala juvenil del Partido Liberal. Mario Dumont dirigió el partido durante la campaña electoral de 1994.
Mario Dumont encarnaba la ambivalencia de algunos quebequeses que vacilaban entre la independencia y el federalismo. Solo tenía 25 años, pero ya poseía una buena experiencia política.
El 29 de agosto de 1994, se celebró el debate entre Daniel Johnson (PLQ) y Jacques Parizeau (PQ). El debate, difundido simultáneamente por Radio Canadá, IVA y Radio Quebec, fue visto por 2 027 000 personas.

## Sondeos
Véase Élections générales québécoises de 1994#Sondages

Intenciones de voto en Quebec desde las elecciones generales precedentes.

## Resultados
El Parti québécois de Parizeau y el Partido Liberal de Johnson tuvoern casi la misma cantidad de votos. El PQ, con el 44,75 %, tuvo un poco más votos que el Partido Liberal (44,40 %). En cambio, el número de escaños fue decisivo: el PQ logró 77 escaños y el PLQ solo 47. El PQ formó un gobierno mayoritario y pudo entonces activar un referéndum sobre la soberanía de Quebec.
La Acción Democrática de Quebec obtuvo solo un diputado: su jefe, Mario Dumont, elegido en Rivière-du-Loup.

### Resultados por circunscripciones
| Abitibi-Est : André Pelletier (PQ) Abitibi-Ouest : François Gendron (PQ) Acadie : Yvan Bordeleau (PLQ) Anjou : Pierre Bélanger (PQ) Argenteuil : Régent Beaudet (PLQ) Arthabaska : Jacques Baril (PQ) Beauce-Nord : Normand Poulin (PLQ) Beauce-Sud : Paul-Eugène Quirion (PLQ) Beauharnois-Huntingdon : André Chenail (PLQ) Bellechasse : Claude Lachance (PQ) Berthier : Gilles Baril (PQ) Bertrand : Robert Thérien (PLQ) Blainville : Céline Signori (PQ) Bonaventure : Marcel Landry (PQ) Borduas : Jean-Pierre Charbonneau (PQ) Bourassa : Yvon Charbonneau (PLQ) Bourget : Camille Laurin (PQ) Brôme-Missisquoi : Pierre Paradis (PLQ) Chambly : Louise Beaudoin (PQ) Champlain : Yves Beaumier (PQ) Chapleau : Claire Vaive (PLQ) Charlesbourg : Jean Rochon (PQ) Charlevoix : Rosaire Bertrand (PQ) Châteauguay : Jean-Marc Fournier (PLQ) Chauveau : Raymond Brouillet (PQ) Chicoutimi : Jeanne Blackburn (PQ) Chomedey : Thomas Mulcair (PLQ) Chutes-de-la-Chaudière : Denise Carrier-Perreault (PQ) Crémazie : Jean Campeau (PQ) D'Arcy-McGee : Lawrence Bergman (PLQ) Deux-Montagnes : Hélène Robert (PQ) Drummond : Normand Jutras (PQ) Dubuc : Gérard Morin (PQ) Duplessis : Denis Perron (PQ) Fabre : Joseph Facal (PQ) Frontenac : Roger Lefebvre (PLQ) Gaspé : Guy Lelièvre (PQ) Gatineau : Réjean Lafrenière (PLQ) Gouin : André Boisclair (PQ) Groulx : Robert Kieffer (PQ) Hochelaga-Maisonneuve : Louise Harel (PQ) Hull : Robert Lesage (PLQ) | Iberville : Richard Le Hir (PQ) Îles-de-la-Madeleine : Georges Farrah (PLQ) Jacques-Cartier : Geoffrey Kelley (PLQ) Jean-Talon : Margaret F. Delisle (PLQ) Jeanne-Mance : Michel Bissonnet (PLQ) Johnson : Claude Boucher (PQ) Joliette : Guy Chevrette (PQ) Jonquière : Francis Dufour (PQ) Kamouraska-Témiscouata : France Dionne (PLQ) Labelle : Jacques Léonard (PQ) Lac-Saint-Jean : Jacques Brassard (PQ) LaFontaine : Jean-Claude Gobé (PLQ) La Peltrie : Michel Côté (PQ) La Pinière : Fatima Houda-Pepin (PLQ) Laporte : André Bourbeau (PLQ) La Prairie : Denis Lazure (PQ) L'Assomption : Jacques Parizeau (PQ) Laurier-Dorion : Christos Sirros (PLQ) Laval-des-Rapides : Serge Ménard (PQ) Laviolette : Jean-Pierre Jolivet (PQ) Lévis : Jean Garon (PQ) Limoilou : Michel Rivard (PQ) Lotbinière : Jean-Guy Paré (PQ) Louis-Hébert : Paul Bégin (PQ) Marguerite-Bourgeoys : Liza Frulla (PLQ) Marguerite-d'Youville : François Beaulne (PQ) Marie-Victorin : Cécile Vermette (PQ) Marquette : François Ouimet (PLQ) Maskinongé : Rémy Désilets (PQ) Masson : Yves Blais (PQ) Matane : Matthias Rioux (PQ) Matapédia : Danielle Doyer (PQ) Mégantic-Compton : Madeleine Bélanger (PLQ) Mercier : Robert Perreault (PQ) Mille-Îles : Lyse Leduc (PQ) Montmagny-L'Islet : Réal Gauvin (PLQ) Montmorency : Jean Filion (PQ) Mont-Royal : John Ciaccia (PLQ) Nelligan : Russell Williams (PLQ) Nicolet-Yamaska : Michel Morin (PQ) Notre-Dame-de-Grâce : Russell Copeman (PLQ) Orford : Robert Benoît (PLQ) | Outremont : Gérald Tremblay (PLQ) Papineau : Norman MacMillan (PLQ) Pointe-aux-Trembles : Michel Bourdon (PQ) Pontiac : Robert Middlemiss (PLQ) Portneuf : Roger Bertrand (PQ) Prévost : Daniel Paillé (PQ) Richelieu : Sylvain Simard (PQ) Richmond : Yvon Vallières (PLQ) Rimouski : Solange Charest (PQ) Rivière-du-Loup : Mario Dumont (ADQ) Robert-Baldwyn : Pierre Marsan (PLQ) Roberval : Benoît Laprise (PQ) Rosemont : Rita Dionne-Marsolais (PQ) Rousseau : Lévis Brien (PQ) Rouyn-Noranda—Témiscamingue : Rémy Trudel (PQ) Saguenay : Gabriel-Yvan Gagnon (PQ) Sainte-Marie-Saint-Jacques : André Boulerice (PQ) Saint-François : Monique Gagnon-Tremblay (PLQ) Saint-Henri—Sainte-Anne : Nicole Loiselle (PLQ) Saint-Hyacinthe : Léandre Dion (PQ) Saint-Jean : Roger Paquin (PQ) Saint-Laurent : Normand Cherry (PLQ) Saint-Maurice : Claude Pinard (PQ) Salaberry-Soulanges : Serge Deslières (PQ) Sauvé : Marcel Parent (PLQ) Shefford : Bernard Brodeur (PLQ) Sherbrooke : Marie Malavoy (PQ) Taillon : Pauline Marois (PQ) Taschereau : André Gaulin (PQ) Terrebonne : Jocelyne Caron (PQ) Trois-Rivières : Guy Julien (PQ) Ungava : Michel Létourneau (PQ) Vachon : David Payne (PQ) Vanier : Diane Barbeau (PQ) Vaudreuil : Daniel Johnson (hijo) (PLQ) Verchères : Bernard Landry (PQ) Verdun : Henri-François Gautrin (PLQ) Viau : William Cusano (PLQ) Viger : Cosmo Maciocia (PLQ) Vimont : David Cliche (PQ) Westmount—Saint-Louis : Jacques Chagnon (PLQ) |